# Medicina scufundării
Medicina scufundării, denumită și medicină subacvatică, este o ramură a medicinei muncii și medicinei sportive ce se ocupă cu diagnosticarea, tratamentul și prevenirea diverselor afecțiuni și îmbolnăviri cauzate de pătrunderea omului în mediul subacvatic.
Acestea sunt: efectele adâncimii și presiunii asupra organismului, gazelor și amestecurilor de gaze utilizate, determinarea contraindicațiilor de scufundare prin controlul condiției fizice și psihice a scafandrilor, precum și accidentele datorate mediului acvatic.
Diagnosticarea, tratamentul și prevenirea accidentelor de scufundare este făcută de către personalul calificat aflat la locul de scufundare, sau într-un centru specializat (laborator hiperbar), de către medici specialiști în medicină hiperbară.

## Efectele adâncimii și presiunii
Majoritatea accidentelor de scufundare sunt datorate efectelor adâncimii și presiunii asupra organismului și a diferitelor gaze și amestecuri de gaze folosite în timpul scufundării: (suprapresiunea pulmonară, barotraumatisme, accidente de decompresie, narcoza azotului, intoxicația cu oxigen și bioxid de carbon etc).

## Medicină hiperbară
Medicina hiperbară este un domeniu asociat medicinei scufundării ce se ocupă în special cu tratamentul prin recompresie al accidentelor de decompresie, precum și cu teste de aptitudini ale scafandrilor profesioniști în incinte speciale presurizabile numite barocamere.

Tratamentul accidentelor de decompresie se efectuează folosind tabele terapeutice specializate pentru recompresia și decompresia unui scafandru ce a suferit un accident de decompresie, în funcție de tipul accidentului. Tabelele terapeutice sunt însoțite de indicații privind punerea corectǎ a diagnosticului, modul de folosire, medicamentele ce trebuie administrate scafandrului accidentat, proceduri de urgență.

## Controlul condiției fizice și psihice a scafandrilor
Controlul condiției fizice și psihice a scafandrilor include examinări medicale periodice pentru determinarea stării generale de sănătate a scafandrilor. Verificarea condiției fizice este efectuată de către un medic specialist calificat, pentru a avea certitudinea că scufundările nu vor avea repercusiuni asupra sănătății. 

Prin controlul condiției fizice și psihice a scafandrilor se determină eventualele contraindicații pentru scufundare temporare sau definitive .

Medicamentele, alcoolul și fumatul au un efect negativ asupra capacității organismului de a funcționa corespunzător in condițiile mediului subacvatic, precum și asupra abilităților scafandrului pe perioada scufundării.

## Efectele mediului acvatic
Efectele mediului acvatic pot provoca accidente și afecta scafandrii în timpul desfășurării scufundărilor.

Diferitele pericole specifice mediului subacvatic includ agresivitatea unor animale marine, obstacole submerse, contaminare, curenți, valuri, temperatura apei, ambarcațiuni, rău de mare etc.